# Gao Zhisheng
Gao Zhisheng född 20 april 1964 i Jingbian, Shaanxi, är en kristen kinesisk jurist som grundade och leder Shengzhi Law Office i Peking som är en av få kinesiska juristfirmor som engagerar sig för brott mot de mänskliga rättigheterna och har bistått Falungong och de kristna hemkyrkorna i Kina. Efter att Gao Zhisheng har skrivit tre öppna brev till kommunistpariets ledning har han utsatts för övervakning, utsatts för hot och arrangerade trafikolyckor, samt att staten tog ifrån honom hans advokatlegitimation och i augusti 2006 greps han och anklagas för kriminell verksamhet. Gao Zhisheng har arrangerat en hungerstrejk i Kina för att stärka de mänskliga rättigheterna. September 2008 blev Gao hämtad av kinesiska säkerhetspolitiken och fick utstå 10 dagar av tortyr, efter att ha skrivit ett öppet brev till Europaparlamentet. 4 februari 2009 försvann Gao efter att ha blivit hämtad av säkerhetspolisen. Han dök upp i mars 2010 och meddelade att han inte längre tänker kritisera regeringen utan hoppas på att få komma till sin familj som flydde och fick flyktingstatus i USA under tiden Gao var försvunnen. Han hälsade sedan på sin svärfar 9-12 april och efter det har ingen hört av honom.